# ヴェセリン・ストイコフ

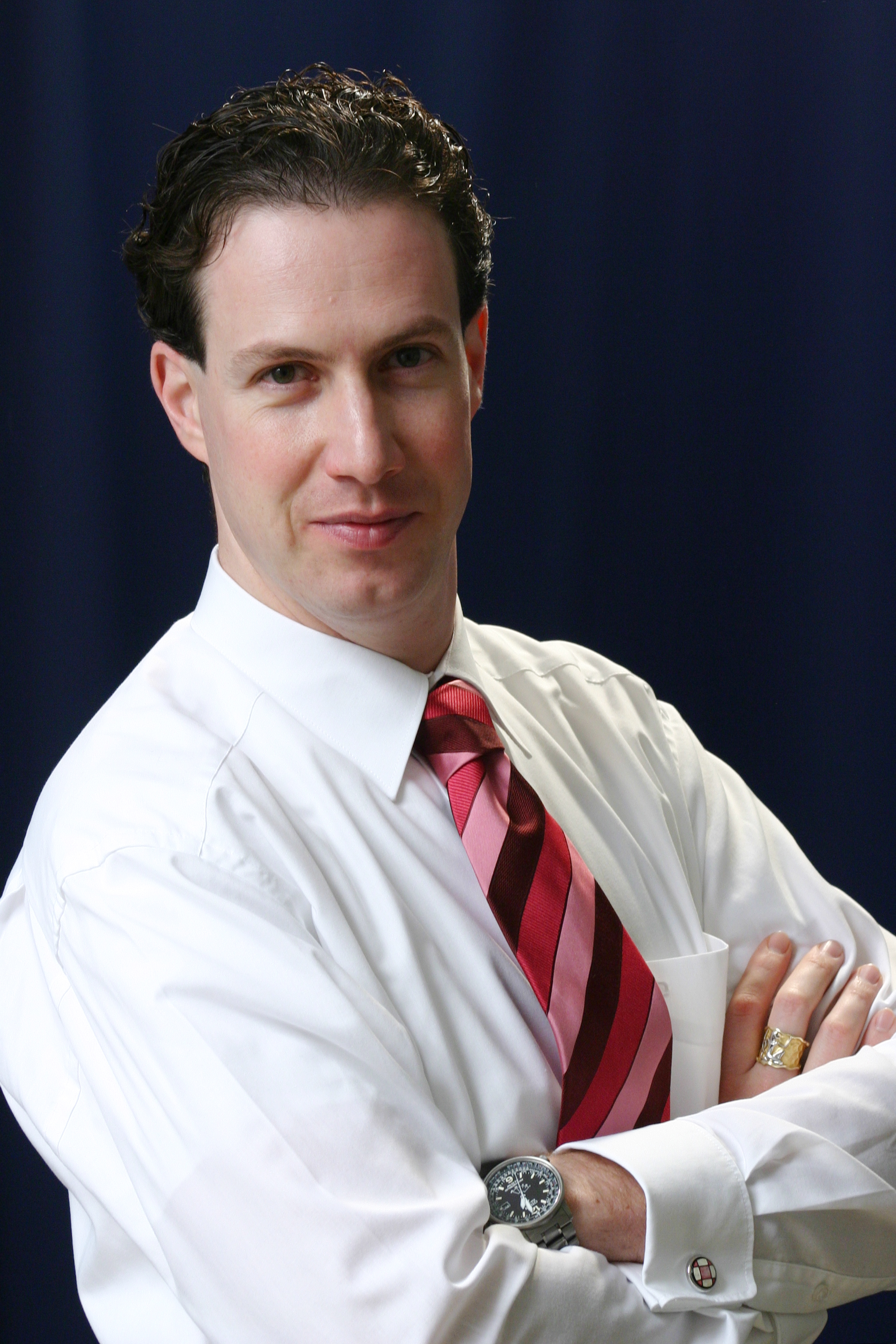
ヴェセリン・ストイコフ

ヴェセリン・ストイコフ (Vesselin Stoykov 1973年11月1日- ）は、ブルガリアのオペラ歌手、マネージャー、劇場支配人、教育者である。
スタラ・ザゴラに生まれ、生地の音楽学校にてヴァイオリンを学んだのち、1995年にスタラ・ザゴラ国立歌劇場にてロッシーニの『セヴィリアの理髪師』ドン・バジリオ役で歌手としてデビュー。その後ソリストとして数多くのオペラ公演やコンサート等に出演し、その活躍はカルロ・フェリーチェ劇場、グァテマラ国立劇場、サン・ホセ国立歌劇場、ケルン歌劇場、ハノーファー国立歌劇場、フランクフルト歌劇場、アムステルダム･コンセルトヘボウ、大阪フィルハーモニーホール、すみだトリフォニーホール等、各国に渡る。
また、2007年から2010年までブルガリア・スタラ・ザゴラ国立歌劇場にて総支配人を務めた。